# Hexatoma (Eriocera) novella
Hexatoma (Eriocera) novella is een tweevleugelige uit de familie steltmuggen (Limoniidae). De soort komt voor in het Oriëntaals gebied.